# Tetragnatha filum
Tetragnatha filum là một loài nhện trong họ Tetragnathidae.
Loài này thuộc chi Tetragnatha. Tetragnatha filum được Eugène Simon miêu tả năm 1907.